# Zebība

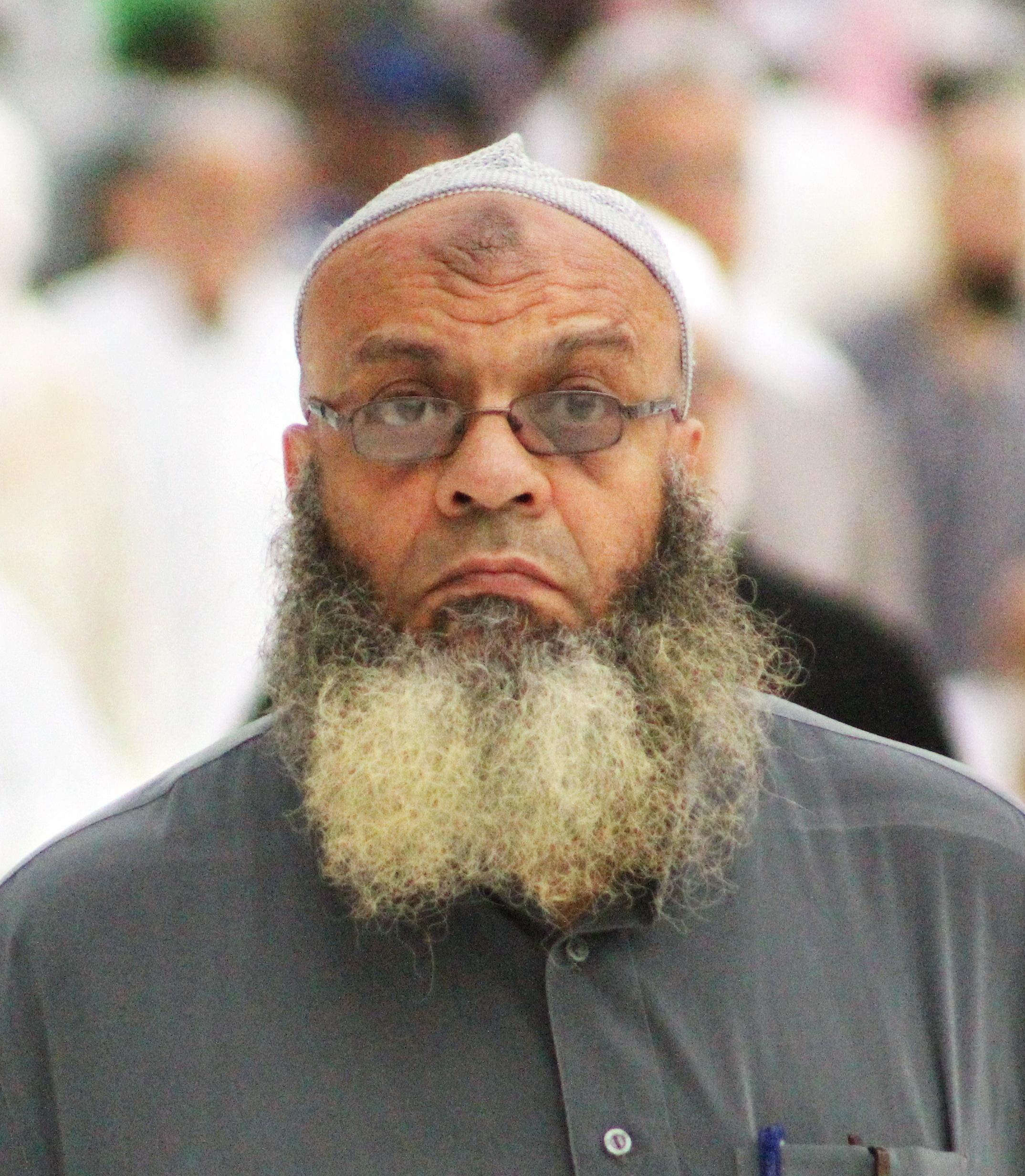
Un pellegrino con la zebība di fronte alla Masjid al-Haram.

La zebība (in arabo زبيبة‎?) è il cosiddetto bernoccolo della preghiera, un segno di tipo calloso, presente in modo evidente sulla fronte dei musulmani e causato dal battere della fronte sul tappeto da preghiera durante la preghiera.
L'Islam contempla il ṣalāt, la preghiera obbligatoria che il fedele deve compiere cinque volte al giorno. Ogni ṣalāt è composto da più rakʿāt (unità di preghiera formata da una serie di movimenti del corpo codificati dalla legge islamica e dall'uso), tra cui il sujūd (prosternazione), che consiste nello stare inginocchiati, ponendo le mani a terra e appoggiando la fronte in terra. La frequenza della preghiera e la durata del contatto della fronte con il tappeto di preghiera sviluppa la zebība. I devoti musulmani ritengono la zebība un segno positivo di persona pia e devota.